# Ring (film 1989)
Ring – polski film obyczajowy z 1989 roku w reżyserii Andrzeja Barszczyńskiego. Zdjęcia kręcono w Katowicach i Bytomiu.

## Opis fabuły
Osadzony w więzieniu bokser Henryk Cichoń otrzymuje od naczelnika więzienia i prezesa lokalnego klubu sportowego propozycję stoczenia walki w zamian za zwolnienie warunkowe. Cichoń zgadza się i pomimo nie sprzyjających warunków (brak formy, wagi) podejmuje treningi. Nie ułatwiają mu ich również skomplikowane sprawy osobiste – żona Grażyna zamiast opiekować się ich dzieckiem spędza wieczory na dancingach, a kolejne kłótnie z nią stawiają ich dalszy związek pod znakiem zapytania. W pewnym momencie Henryk chce nawet zrezygnować z turnieju, ale pod presją naczelnika i prezesa trenuje dalej. W dniu turnieju, pomimo braku problemów z wagą (zalicza limit dzięki opiciu się oranżadą) i zranioną ręką, przystępuje do walki. Jego przeciwnik – Nowicki, zorientowany w całej sprawie, pozwala mu wygrać walkę przez udawany nokaut. Jednak sędziowie mają swoje własne interesy – orzekają przegraną Cichonia i dyskwalifikację za faul. Pogodzony z żoną, od której dowiaduje się również, że jest w ciąży, Cichoń powraca do więzienia, przekonany, że przegrał swoje uwolnienie. Jednak "na bramie" oczekuje na niego pisemne zwolnienie warunkowe, dostarczone jeszcze przed walką.  

## Obsada aktorska
- Juliusz Krzysztof Warunek –  Henryk Cichoń
- Gustaw Lutkiewicz – prezes konkurencyjnego klubu
- Andrzej Buszewicz – prezes klubu
- Ryszard Kotys – strażnik więzienny
- Anna Wesołowska-Piechocińska – Krystyna Windowska
- Katarzyna Litwin – Grażyna żona Henryka
- Adam Kwiatkowski – naczelnik więzienia
- Zbigniew Buczkowski – działacz klubu
- Jolanta Nowak – klubowa lekarka
- Czesław Magnowski – trener Cichonia

i inni. 